# Michael Neumayer
Pour les articles homonymes, voir Neumayer.
Michael Neumayer, né le 15 janvier 1979 à Bad Reichenhall, est un sauteur à ski allemand. Il est détenteur de trois médailles aux Championnats du monde et une aux Jeux olympiques en épreuve par équipes. Individuellement, il monte sur trois podiums en Coupe du monde.

## Carrière
Membre du club de Berchtesgaden, il fait sa première apparition en Coupe du monde en 2000 et obtient son premier point en 2001 à Trondheim, avant un premier top dix à Sapporo en 2002, qu'il retrouve seulement en 2005 à Planica (9e), avant un premier top cinq en novembre 2006 à Ruka. Il décroche son premier podium individuel (tout court également) en janvier 2008 à Garmisch-Partenkirchen en terminant troisième, ce qui l'aide à finir au même au classement de la Tournée des quatre tremplins, son meilleur dans cette compétition. En février 2010, il signe son deuxième podium individuel à Willingen, puis sa première victoire dans une compétition par équipes le lendemain. Il gagne deux autres concours par équipes lors de la saison 2012-2013, mais surtout établit son meilleur résultat personnel avec une deuxième place sur le concours de vol à ski à Vikersund, derrière Robert Kranjec, pour monter sur son troisième et ultime podium individuel dans l'élite. Neumayer enregistre son plus haut classement général dans la Coupe du monde cette année aussi avec le neuvième rang. Son dernier podium date de janvier 2015 avec un succès à l'épreuve par équipes de Zakopane.
Auparavant, il gagne la médaille de bronze aux Championnats du monde de vol à ski 2006 à Planica et la treizième place en individuel, son meilleur résultat personnel dans des éditions de cette compétition. Dans le Grand Prix d'été, il a obtenu son premier podium individuel dans l'élite en se classant deuxième à Courchevel en 2005. Lors de l'édition 2015, il domine le concours de Hakuba et devient vainqueur de sa seule épreuve dans une compétition de niveau mondial.
Lors des championnats du monde, il a obtenu trois médailles en compétition par équipes en 2005 à Oberstdorf, en Allemagne (argent en petit tremplin), 2011 à Oslo (bronze en petit tremplin) et 2013 à Val di Fiemme (argent au grand tremplin). Aux Jeux olympiques d'hiver de 2010, à Vancouver, il est médaillé d'argent par équipes en compagnie d'Andreas Wank, Martin Schmitt et Michael Uhrmann, tandis qu'il a réalisé son meilleur résultat individuel sur le grand tremplin avec une sixième place. Quatre ans plus tôt, aux Jeux olympiques de Turin, il s'est classé huitième en individuel sur le petit tremplin. En 2014, sa forme est insuffisante et n'est donc pas retenu dans l'équipe allemande pour les Jeux olympiques de Sotchi.
Il prend sa retraite sportive en 2016, où il est classé au-delà de la cinquantième place dans la Coupe du monde. Opéré du genou, il reste en activité dans le saut à ski en tant que contrôleur de l'équipement pour la Fédération internationale de ski.

## Palmarès

### Jeux olympiques
| Épreuve / Édition | Turin 2006 | Vancouver 2010 |
| Petit tremplin    | 8e         | 16e            |
| Grand tremplin    | 11e        | 6e             |
| Par équipes       | 4e         | Argent         |

### Championnats du monde
| Épreuve / Édition | Épreuve / Édition | Oberstdorf 2005 | Liberec 2009 | Oslo 2011 | Val di Fiemme 2013 | Falun 2015 |
| Petit tremplin    | Petit tremplin    | 32e             | 17e          |           | 18e                |            |
| Grand tremplin    | Grand tremplin    |                 | 28e          |           | 13e                |            |
| Par équipes       | PT                | Argent          |              | Bronze    |                    |            |
| Par équipes       | GT                |                 | 10e          |           | Argent             | 5e         |

Légende : PT = petit tremplin, GT = grand tremplin.

### Championnats du monde de vol à ski
| Épreuve / Édition | Kulm 2006 | Oberstdorf 2008 | Planica 2010 | Harrachov 2014 |
| Individuel        | 13e       | 21e             | 22e          | 34e            |
| Par équipes       | Bronze    | 4e              | 7e           |                |

### Coupe du monde
- Meilleur classement général : 9e en 2013.
- 3e de la Tournée des quatre tremplins 2007-2008.
- 3 podiums individuels : 1 deuxième place et 2 troisièmes places.
- 10 podiums par équipes : 4 victoires, 2 deuxièmes places et 4 troisièmes places.

#### Classements en Coupe du monde
| Année     | Classement général final |
| 2000-2001 | 81e                      |
| 2001-2002 | 52e                      |
| 2002-2003 | 38e                      |
| 2004-2005 | 22e                      |
| 2005-2006 | 24e                      |
| 2006-2007 | 50e                      |
| 2007-2008 | 16e                      |
| 2008-2009 | 19e                      |
| 2009-2010 | 20e                      |
| 2010-2011 | 22e                      |
| 2011-2012 | 21e                      |
| 2012-2013 | 9e                       |
| 2013-2014 | 27e                      |
| 2014-2015 | 21e                      |
| 2015-2016 | 52e                      |

### Grand Prix
- 8e du classement général en 2004.
- 3 podiums individuels, dont 1 victoire.
- 2 victoires en épreuve par équipes.

### Coupe continentale
- Vainqueur du classement général en 2002.
- 18 podiums, dont 3 victoires.